# Folk Songs (album japonais)
Albums de la série Folk Songs
Folk Songs 2
(2002)
Albums par Sayaka Ichii (in Cubic-Cross)
C:BOX
(2002)
Albums par Yūko Nakazawa
Dai Isshō
(1998)
Folk Songs (écrit en capitales : FOLK SONGS) est un album de reprises de chansons folk sorti en 2001, attribué à Ichii Sayaka with Nakazawa Yūko.

## Présentation
L'album sort le 29 novembre 2001 au Japon sous le label Piccolo Town, produit par Taisei dans le cadre du Hello! Project. Il atteint la 9e place du classement de l'Oricon, et reste classé pendant quatre semaines.
Il contient seize reprises de chansons de genre folk de divers artistes japonais de diverses époques, ré-interprétées sur l'album en solo ou en duo par deux ex-membres du groupe Morning Musume (dont la chanson Furusato est aussi reprise) : Yūko Nakazawa, qui venait de le quitter, et Sayaka Ichii, qui avait quitté le groupe et le Hello! Project un an et demi auparavant. Ichii revient donc au H!P en invitée à cette occasion, avant de re-commencer sa carrière l'année suivante avec son propre groupe Ichii Sayaka in Cubic-Cross sur le même label. Elle chante sur 14 des 16 titres de l'album, Nakazawa chantant sur onze d'entre eux. Trois autres chanteurs participent à trois des titres : deux en duo avec Ichii, et un interprété en trio par les deux chanteuses avec Takao Horiuchi, qui avait déjà travaillé sur les disques en solo de Nakazawa.
Une vidéo d'un concert des deux chanteuses interprétant la plupart des titres de l'album sortira trois mois plus tard : Folk Days ~Ichii Sayaka with Nakazawa Yūko~. Quatre autres albums similaires sortiront durant les trois années suivantes, toujours interprétés par Yūko Nakazawa, rejointe par divers artistes du H!P : Folk Songs 2, FS3 Folk Songs 3, FS4 Folk Songs 4, et FS5 Sotsugyō.

## Liste des titres
| 1.  | Kono Hiroi Nohara Ippai (この広い野原いっぱい)                 | Ichii & Nakazawa (original : Ryōko Moriyama)        |  |
| 2.  | Koibito mo Inai no ni (恋人もいないのに)                       | Ichii & Nakazawa (original : Simmons)               |  |
| 3.  | Aki Demo nai no ni (秋でもないのに)                            | Ichii & Nakazawa (original : Rutsuko Honda)         |  |
| 4.  | Ano Hi ni Kaeritai (あの日にかえりたい)                        | Sayaka Ichii (original : Yumi Arai)                 |  |
| 5.  | Matsu wa (待つわ)                                              | Ichii & Nakazawa (original : Aming)                 |  |
| 6.  | Hana to Ojisan (花と小父さん)                                  | Ichii & Jiro Sugita (original : Kiyoko Ito)         |  |
| 7.  | Furusato (ふるさと)                                            | Ichii & Nakazawa (original : Morning Musume)        |  |
| 8.  | Kamome wa Kamome (かもめはかもめ)                              | Yūko Nakazawa (original : Ken Naoko)                |  |
| 9.  | Aru Hi Totsuzen (在る日突然)                                   | Ichii & Hirofumi Bamba (original : Toi et Moi)      |  |
| 10. | Shūshifu (しゅうしふ)                                          | Ichii, Nakazawa & Takao Horiuchi (original : Alice) |  |
| 11. | Nagoriyuki (なごり雪)                                          | Sayaka Ichii (original : Iruka)                     |  |
| 12. | Toki ni wa Haha no Nai Ko no You ni (時には母のない子のように) | Yūko Nakazawa (original : Carmen Maki)              |  |
| 13. | A~ Yokatta (あ～よかった)                                      | Ichii & Nakazawa (original : Hana*Hana)             |  |
| 14. | Shiroi Iro wa Koibito no Iro (白い色は恋人の色)                | Ichii & Nakazawa (original : Betsy & Chris)         |  |
| 15. | Salvia no Hana (サルビアの花)                                  | Sayaka Ichii (original : Motomaro)                  |  |
| 16. | Tsubasa wo Kudasai (翼をください)                              | Ichii & Nakazawa (original : Tori Akai)             |  |